# ジゴマ
『ジゴマ』（Zigomar）は、レオン・サジイによるフランスの怪盗小説シリーズ。及びそれを原作とした映画。映画は、日本で爆発的なブームとなり、多くの独自の映画・小説も作られ、子供への影響から映画の上映禁止にまで及んだ。「怪盗ジゴマ」「凶賊ジゴマ」などの呼び名もある。

## 小説
1909年に「ル・マタン」紙に新聞連載小説（ロマン・フィユトン、Roman- feuilleton）として掲載され、連載後にJ.Ferenczi社から単行本化。続いて全28冊が出版された。パリを舞台に変装の怪人ジゴマが、殺人・強盗などの犯罪を繰り返す。
1911年に映画化され、また同年に日本でも公開された。小説の邦訳は、1937年に久生十蘭訳で『新青年』4月号別冊付録として、長篇探偵小説と銘打って掲載された。しかしこれも翻訳と言っても、ストーリーが原作とは変えられている部分も多い。後に博文館文庫として刊行された。久生十蘭訳の刊行本として、国書刊行会『定本 久生十蘭全集 11』、中公文庫『ジゴマ』（1993年）がある。
2022年には国書刊行会から「ベル・エポック怪人叢書」シリーズの一環として上下巻が発行された（訳：安川孝）。

## 映画

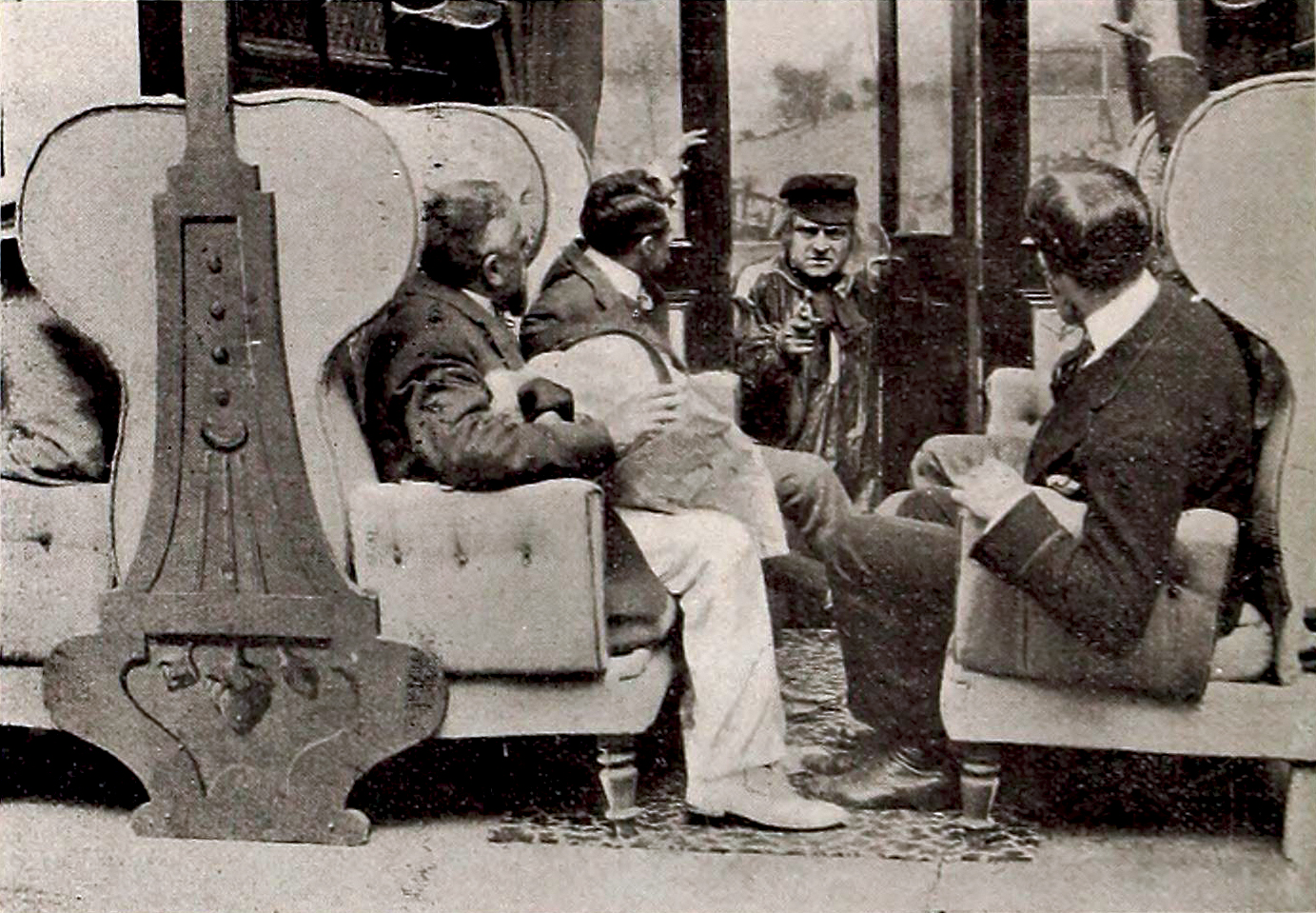
映画版「ジゴマ」1911年

1911年に製作エクレール社、ヴィクトラン・ジャッセ監督・脚色で映画化される。ストーリーは原作とは大きく異なっていた。
- 出演
  - ジゴマ:アレクサンドル・アルキリエール（フランス語版）
  - 探偵ポーリン・ブロケ:アンドレ・リアベル
  - 探偵ニック・カーター:シャルル・クラウス
  - ジゴマの情婦オルガ・デミドフ:ジョゼット・アンドリオ

続編としてジャッセ監督で『ジゴマ後編 (Zigomar contre Nick Carter)』（1912年）、『探偵の勝利 (Zigomar, peau d'anguille)』（1913年）も作られた。
なお貴田庄(2014)が、『ジゴマ』シリーズについて『フィルムセンター 25 フランス映画を創った人たち――第1期』(1975)によって紹介している説は次の通り：本編が1910年制作、その後Zigomar, roi des voleurs（1911）、Zigomar contre Nick（1912）、Zigomar, peau d'anguille（1912）と合計4本制作された。なお貴田は註（64頁）で、3本とする説があるとも述べている。また1912年とされている最終作が、現在は1913年の作と見なされていることも註で述べている。
豊富なアクションシーンで、後に作られた「ファントマ」とともに、アメリカで流行する連続活劇の原形と言われる。また撮影トリックによる瞬間的な変装シーンなども先駆的な表現だった。

## 日本でのブーム

### 映画公開
映画『ジゴマ』は福宝堂が横浜の貿易商ニーロップ商会を通じて買い付けて、『探偵奇譚ジゴマ』の題で1911年11月11日に浅草の金龍館で封切られ（弁士加藤貞利）、封切り当初から大評判となる。劇場には観衆が殺到し、客を舞台に上げるほどだった。これは日本における洋画の最初のヒットともなった。当初は犯罪映画であるために上映を控えていたところ、便船が途絶えた都合でかけてみたところ大当たりをしたが、あくどい犯罪シーンに初めて接した日本の観客の中には、恐怖で悲鳴をあげる者もいた。
福宝堂はシリーズ第2弾として、女賊の活躍するまったくの別作品を『女ジゴマ』の題で同年12月から公開、これも大ヒットとなり翌3月まで上映された。第3弾には『ジゴマ後編』（公開時は『ジゴマ続編』）を5月から公開。『ジゴマ』『女ジゴマ』も再映され、続いて第4弾として6月に類似の凶賊と探偵の対決もの『悪魔バトラ』、第5弾として10月に女賊ソニヤの活躍する『ソニヤ』を公開する。

### 和製ジゴマ登場
福宝堂のヒットに続こうと、他の興行会社はジゴマ映画を日本で製作する。1912年8月には吉澤商店製作の『日本ジゴマ』が公開、これは千人の手下を持ち日本ジゴマと呼ばれる怪賊荒島大五郎と探偵の追走・対決劇で、房総半島での当時としては珍しい大掛かりな実地ロケを行い、また外国映画の手法も取り入れたものだった。さらに続編として『ジゴマ改心録』、『大悪魔』を9月に公開。エム・パテー商会は『新ジゴマ大探偵』を9月公開。いずれも連日大入りの大ヒットとなった。福宝堂映画として『ジゴマ大探偵』『続ジゴマ大探偵』も製作された。
東京でのヒットに続き、福宝堂の全国の上映館でもジゴマを公開。また弁士駒田好洋の巡業隊がジゴマのフィルムを番組に加えて、1912年から地方巡業を行い、「頗る非常大博士」の名で知れ渡っていた駒田の人気も相まって、これも大入り満員続きとなった。

### 探偵小説氾濫
映画のヒットに続き1912年には、映画の翻案や、独自ストーリーによる、舞台がフランスのもの、日本のものなど様々なジゴマの小説化も相次いだ。その多くは赤本出版社によるもので、1912年の7-12月の間に以下の23冊が出版された。
- 三原天風『探偵奇談ジゴマ』中村書店・日吉堂書店（2社共同出版）
- 桑野桃華『探偵小説ジゴマ』有倫堂（ノベライゼーション）
- 筑峰『探偵奇談女ジゴマ』湯浅春江堂
- 白雲揺曳『探偵奇談女ジゴマ』城北書院、福岡書店
- 三原天風『探偵奇談続ジゴマ』中村書店・日吉堂書店（2社共同出版）
- 田口桜村『神出鬼没終篇ジゴマ』磯部甲陽堂
- 放浪山人『探偵奇談新ジゴマ』盛陽堂、由盛閣、同盟館
- 三原天風『滑稽奇談偽ジゴマ』中村書店・日吉堂書店（2社共同出版）
- 大野夜光『変幻出没日本ジゴマ』三隆堂書店、明文館書店
- 大谷夏村訳『ジゴマの再生探偵奇談ニックカァター』湯浅春江堂
- 桑野桃華『探偵小説ジゴマ外伝ミツト』三芳屋書店
- 小山敏男『神出鬼没ジゴマ』三芳堂（速記）
- 大野夜光『変幻出没続日本ジゴマ』三隆堂書店、明文館書店
- 江澤春霞『日本ジゴマ』三芳屋書店
- 中村徳次郎『探偵小説ジゴマの残党』城北書院、福岡書店
- 天香山人『探偵奇談女ジゴマ』修学堂書店
- 平塚篤『ジゴマ少年破天荒大怪賊』東紅書院
- 春夢楼主人『探偵奇談ジゴマ芸者』精華堂書店、精美堂書店
- 藤沢紫浪『神出鬼没Z組名探偵ニックカーター』自省堂書店
- 上田紫守『探偵奇談ヂゴマ退治』向学館書店、金正堂書店
- 田山白人『探偵奇談ジゴマ改心録』国文館書店
- 青木若葉『ジゴマ小僧いたづら日記』文芸出版社
- 鈴木素好翻案『ジゴマ』トモエ屋書店、梁江堂書店

これらは映画の人気に加えて、7月の明治天皇崩御による演劇興行自粛による読書ブームの影響もあって多くの版を重ね、また他にも探偵ものバトラ、ソニヤ、大悪魔などのシリーズも刊行された。読者は主に小中学生で、書店、図書館、貸本屋を通じて読まれた。
完訳版
- 『ジゴマ』上・下、安川孝訳、国書刊行会〈ベル・エポック怪人叢書〉、2022年

### 上映禁止
ジゴマブームの中、少年層に犯罪を誘発するという説や、ジゴマの影響を受けたという犯罪の報道、泥棒を真似たジゴマごっこの流行などがあり、東京朝日新聞では1912年10月4-14日にブームの分析や影響が8回の連載で取り上げられた。こういった世論の高まりの中、10月9日に警視庁により、犯罪を誘致助成する、公安風俗を害するとして、ジゴマ映画及び類似映画の上映禁止処分がなされた。これは内務省警保局（現・警察庁）も決定に関わっており、続いて各府県に対しても警保局から同様の通牒が送られ、上映禁止は次第に全国に広まっていった。この件を機に、それまで各警察署が行っていた映画等の興行の検閲が、制度的に整えられていくこととなった。
1912年10月20日、警視庁はいっさいのジゴマ映画の上映を禁止した。
しかしジゴマブームによって、1912年の映画を含めた東京市内の観物場入場者数は前年の3倍の1200万人に達し（そのうち映画は851万人）、活動写真界の大きな成長をもたらした。また探偵小説についても禁止処分を訴える論調が新聞などに出たが、これには処分は下されなかった。
その後は、ジゴマの名を隠したジゴマ映画が散発的に上映されることはあったが、ブームは下火になり、1913年にはジゴマ探偵小説の出版も無くなる。類似書としては、ジゴマの残党が登場する、1914年押川春浪『恐怖塔』、江見水蔭『三怪人』などがあった。また当時出版された探偵小説は、貸本屋、古本屋などを通じて読まれ続けた。駒田好洋ら興行師は、金儲けの神様となったジゴマの供養祭を両国回向院で催す計画を立てたが、これは警察から中止を勧告された。上映禁止は1924年に解禁となったと、吉山旭光『日本映画史年表』には記載されている。

### 影響
ジゴマは当時「ジゴマ式」「ジゴマル」（横暴、出没自在の意）などの新語も生み出した。1915年には「ヂゴマ団」を称する犯罪事件なども起きた。
後年の作品では、1988年の映画『怪盗ジゴマ 音楽篇』（寺山修司脚本）や、同年の怪盗ジゴマの登場するテレビドラマ『じゃあまん探偵団 魔隣組』（石ノ森章太郎原作）などがある。江戸川乱歩の怪人二十面相シリーズにも、ジゴマの影響があると言われている。黄金バットの前作黒バットにも、ジゴマの影響があるとされる。